# What Do You Take Me For?
What Do You Take Me For? è una canzone della cantante britannica Pixie Lott, interpretata in duetto col rapper statunitense Pusha T ed estratta come secondo singolo dall'album Young Foolish Happy. Il primo passaggio radiofonico del brano è stato effettuato da Capital FM il 2 settembre 2011.
Il video musicale del brano è stato diretto da Declan Whitebloom e pubblicato su YouTube il 6 ottobre 2011. Robert Copsey da Digital Spy ha giudicato positivamente la canzone assegnandole 4 stelle su 5.

## Tracce
Download digitale
1. What Do You Take Me For? - 2:55
2. What Do You Take Me For? (Bimbo Jones Remix) - 5:55
3. What Do You Take Me For? (E-Squire Remix) - 5:31
4. What Do You Take Me For? (Benji Boko Remix) - 3:06

## Classifiche
Nel Regno Unito il brano ha debuttato alla no.10 con un bottino di 34 335 copie per poi scendere nella seconda settimana alla no.20 con 16.553 diventando così la prima canzone della Lott ad entrare in top 10 senza raggiungere la vetta di tale classifica.
| Classifica (2011) | Posizione massima |
| ----------------- | ----------------- |
| Irlanda           | 30                |
| Regno Unito       | 10                |
| Scozia            | 9                 |